# Dąbrowo (Białoruś)
Dąbrowo, Dąbrowo Mościańskie (biał. Дамброва, Dambrowa; ros. Домброва, Dombrowa; pol. hist. Dembrowo Mościańskie) – chutor na Białorusi, w obwodzie grodzieńskim, w rejonie ostrowieckim, w sielsowiecie Michaliszki.

## Historia
W dwudziestoleciu międzywojennym zaścianek leżący w Polsce, w województwie wileńskim, w powiecie święciańskim, do 11 kwietnia 1929 w gminie Łyntupy, następnie w gminie Żukojnie.
Po II wojnie światowej w granicach Związku Sowieckiego. Od 1991 w niepodległej Białorusi.